# Abraham Goldfaden
Abraham Goldfaden (ur. 24 lipca 1840 w Starokonstantynowie, zm. 8 lub 9 stycznia 1908 w Nowym Jorku) – żydowski dramatopisarz i poeta, tworzący w językach jidysz i hebrajskim. Uważany za twórcę nowoczesnego teatru żydowskiego.
Pozostawał pod wpływem idei haskali. Wystawiał sztuki w Odessie, Warszawie, Paryżu, Londynie i Lwowie. Był autorem ponad 50 sztuk, inspirowanych głównie folklorem, z których pochodzą popularne do czasów obecnych piosenki. Pisał także komedie: Di cwej Kuni-Leml (1882), Di kiszefmacherin (Czarodziejka, 1882), oraz dramaty historyczne: oparty na biblijnej Pieśni nad pieśniami dramat Szulamis (Sulamitka, 1883), czy związane z historią narodu żydowskiego: Bar Kochba (1887), Dr Almosado, Juda Macabi.
Od tytułu jednej ze sztuk jego autorstwa – Szmendrik wzięło się współczesne określenie nieudacznika.

## Życiorys
Pochodził z rodziny maskilów, jego ojciec był zegarmistrzem. Uczęszczał do chederu, ale kształcił się też w rządowej, tzw. kazionnej szkole pod kierunkiem Abrahama Ber Gottlobera, a następnie także w Szkole Rabinów w Żytomierzu Chaima Zeliga Słonimskiego. W 1862 roku debiutował jako poeta w hebrajskojęzycznej prasie, rok później zadebiutował jako twórca poezji jidysz, publikując w czasopiśmie „Kol mewaser”. W 1866 roku wydał zbiór piosenek Dos Judełe. Pracował wówczas jako nauczyciel w Symferopolu, a następnie w Odessie.
Planował podjąć studia medyczne w Monachium, przeprowadził się jednak do Lwowa. Następnie przeniósł się do Czerniowców, gdzie został wydawcą gazety „Dos Bukowiner Israelitisze Folksblat”. Z powodu złej sytuacji finansowej wyjechał do Jass. W teatrach ogródkowych w Jassach wystawiał przedstawienia złożone z jego piosenek i skeczy, przedstawienia te uznaje się za pierwsze w historii profesjonalnego teatru jidyszowego.
W 1876 roku, we współpracy z Izraelem Grodnerem i Mosze Finklem, założył w Jassach pierwszy profesjonalny teatr żydowski. Został w nim dyrektorem i reżyserem, wraz z Zygmuntem Mogulesko komponował także muzykę. Wprowadził do teatru żydowskiego dekoracje i charakteryzację, w jego teatrze występowała także pierwsza aktorka w teatrze żydowskim: Sara Segal. Do repertuaru teatru wchodziły m.in. scenki rodzajowe, kuplety, operetki i operetki historyczne. Po pewnym czasie sam zaczął pisać dla niego także teksty. Jego scenariusze były plagiatowane przez inne żydowskie trupy teatralne. Pierwsze przedstawienia grupy recenzował m.in. Mihai Eminescu.
Wraz ze swoim zespołem objechał Rumunię, odwiedzając m.in. Botoszany, Gałacz, Braiła. Od 1877 roku zespół występował w Bukareszcie, początkowo w prywatnym domu, a następnie w teatrze Jignita. W 1878 roku zdecydował się na przeniesienie działalności do Imperium Rosyjskiego, osiedlając się ponownie w Odessie. Występował m.in. w Odessie, Charkowie, Petersburgu, Moskwie, Mińsku i Berdyczowie. Jego zespół rozpadł się w 1883 roku, kiedy w Rosji zakazano wystawiania sztuk w języku jidysz. W 1885 roku wydał zbiór poezji w języku hebrajskim.
W latach 1885–1887 jego trupa występowała w Warszawie, w teatrze Buff, znanym także jako Eldorado. Od 1887 roku bez powodzenia próbował rozwinąć działalność w Stanach Zjednoczonych, według niektórych źródeł jego niepowodzenie w USA spowodowane było jego trudnym charakterem. Powrócił do Europy i w latach 1890–1898 pracował jako dziennikarz i poeta we Lwowie, a następnie, do 1903 roku, w Paryżu i Londynie oraz Bukareszcie. W 1900 roku był delegatem na Światowy Kongres Syjonistyczny w Paryżu.
W 1903 roku wyjechał do Nowego Jorku, gdzie miał utworzyć szkołę dramatyczną (według innych źródeł żył w biedzie). W 1906 roku wystawił sztukę Dawid ba-milchama (Dawid na wojnie), będącą pierwszą hebrajskojęzyczną sztuką wystawioną w Stanach Zjednoczonych. 25 grudnia 1907 roku miała miejsce premiera jego ostatniej sztuki – Ben Ami.
Zmarł 8 lub 9 stycznia 1908 roku, w jego pogrzebie miało wziąć udział sto tysięcy osób. Został pochowany na Washington Cemetery na Brooklynie. W umieszczonych w prasie nekrologach określano go „żydowskim Szekspirem”.
Icchok Lejb Perec i inni młodsi twórcy żydowscy określali sztuki Goldfadena mianem „szund teater”.

## Galeria

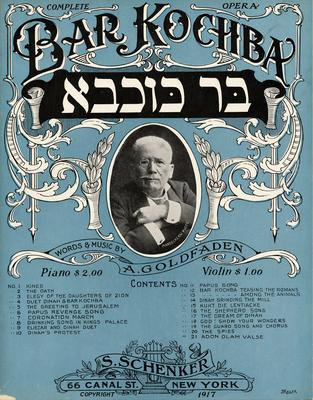
Okładka libretta sztuki Bar Kochba
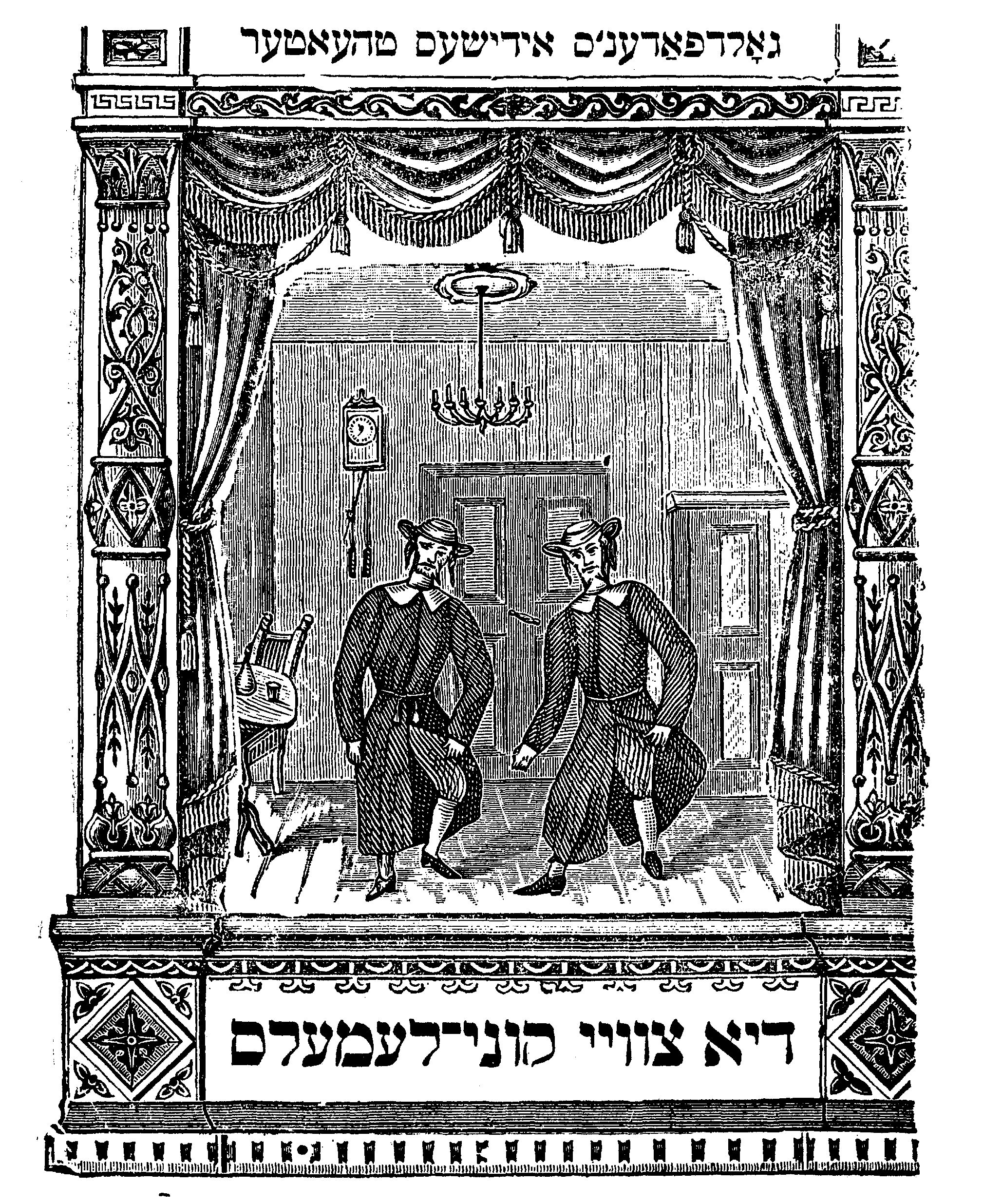
Strona tytułowa sztuki די צווי קוני לעמעל (Di cwej Kuni-Leml)
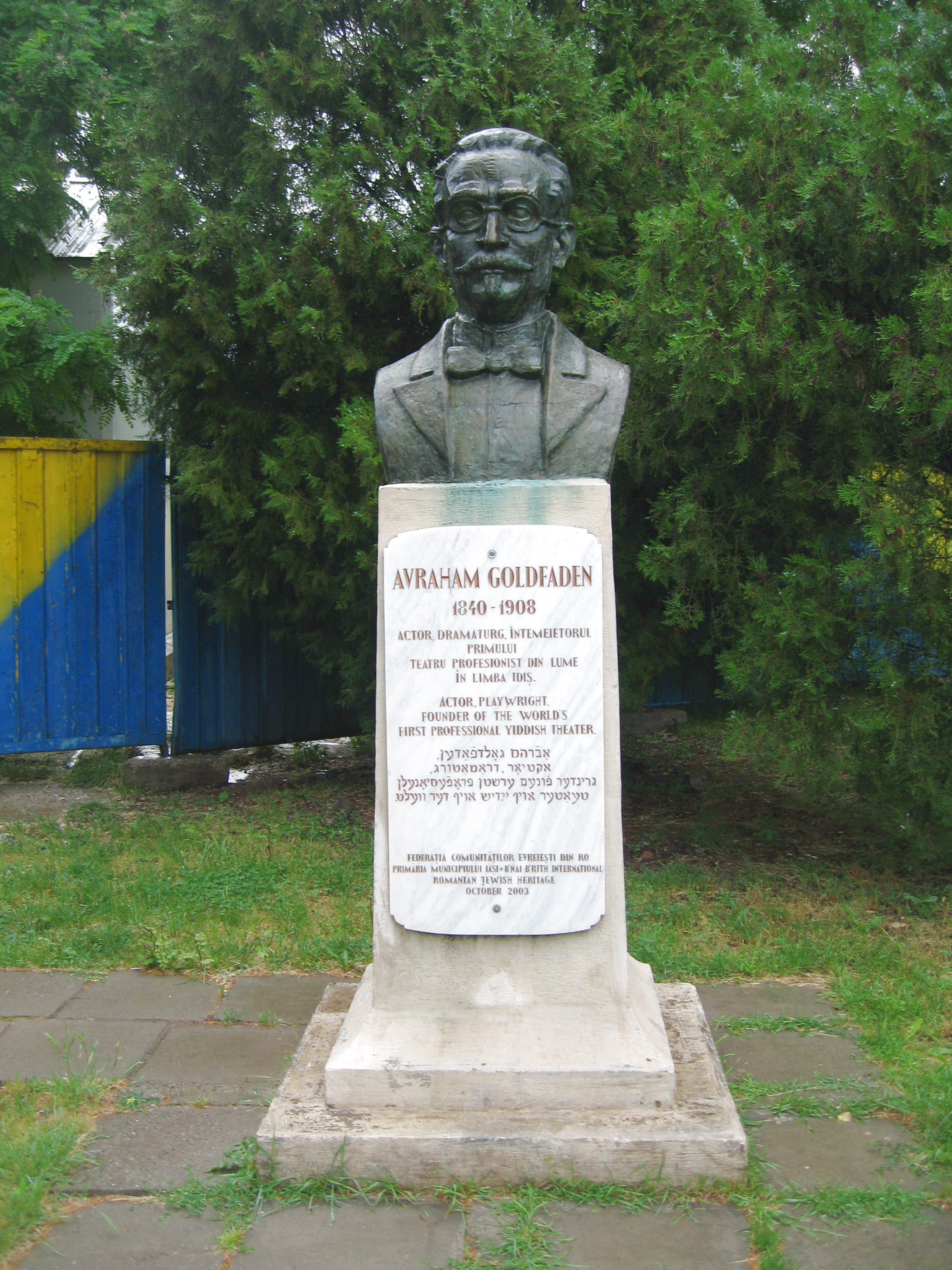
Popiersie Abrahama Goldfadena w Jassach w Rumunii